# Théophile-Jean Delaye
 (mars 2020).
Si vous disposez d'ouvrages ou d'articles de référence ou si vous connaissez des sites web de qualité traitant du thème abordé ici, merci de compléter l'article en donnant les références utiles à sa vérifiabilité et en les liant à la section « Notes et références ».
Pour les articles homonymes, voir Delaye.
Théophile-Jean Delaye, né en 1896 dans la Drôme et mort en 1970, est un artiste et topographe militaire : il a été un des premiers cartographes du Maroc moderne ; il a laissé une œuvre picturale importante et a illustré de très nombreux livres tant sur le Maroc que sur les Alpes françaises et la Provence.

## Biographie
Né en 1896 dans la Drôme, Théophile-Jean Delaye s'engage dans les Chasseurs alpins dès le début de la Première Guerre mondiale qu'il termine lieutenant après être passé par Saint-Cyr. Formé à la topographie il est affecté en Afrique du nord en 1922, d'abord en Tunisie puis en 1924 au Maroc alors sous protectorat français. Il devient chef de la Section topographique du Service géographique du Maroc en 1932 et il ne quittera ce pays qu'en 1960. Ses fonctions l'amènent à dresser les premières cartes géographiques du Maroc; il est un pionnier de l'utilisation de la photographie aérienne pour l'établissement des cartes. Son œuvre la plus remarquable demeure la carte du massif du Toubkal (point culminant de l'Atlas) qui allie rigueur scientifique et qualité artistique.
Pendant les années 1930-1940 il collabore avec les Éditions Arthaud en illustrant dans la collection Les Beaux pays de nombreux ouvrages relatifs au Maroc et aux Alpes. Après la Seconde Guerre mondiale (campagnes d'Afrique du nord et d'Italie) et sa retraite comme lieutenant-colonel, il se retire dans sa maison de Rabat et œuvre à la mise en valeur touristique du Maroc : il avait contribué dès 1940 à la création du Parc naturel du Toubkal. Il réalise de nombreux cartes touristiques, il est le rédacteur en chef de la Revue de géographie marocaine et le président du Club alpin du Maroc et il continue son activité d'illustrateur dans des publications pour la jeunesse.
Rentré en France en 1960, il s'installe dans la maison familiale de Saint-Donat dans la Drôme où il est l'un des créateurs et animateurs du Festival Jean-Sébastien Bach qui existe toujours. Il y est décédé en 1970.
L'Association Les Amis de Théophile-Jean Delaye, située dans la Drôme, participe depuis 2000, à faire connaître l'œuvre et la vie de Théophile-Jean Delaye. Son initiative a été déterminante en 2011, pour la programmation de l'exposition monographique qui lui fut consacrée à Rabat, à la Bibliothèque nationale du Maroc et à la publication éditée par Séguier/A la croisée des Chemins, de l'ouvrage Théophile-Jean Delaye, illustrateur du Maroc.
En septembre 2022, la Villa Majorelle à Marrakech lui consacre une exposition intitulée De la carte au paysage, Théophile-Jean Delaye au Maroc (commissaires : Mireille Jacotin et François Larbre).
Entre la fin novembre 2022 et la fin février 2023, le musée de Valence, dans la Drôme, lui consacre une exposition temporaire intitulée « Théophile-Jean Delaye, Un arpenteur du 20e siècle »,.

## Œuvre picturale
A côté de ses travaux de cartographie scientifique, Théophile-Jean Delaye a produit une œuvre picturale considérable : plusieurs centaines d'aquarelles, de lavis, de gouaches qui représentent d'abord le Maroc qu'il découvre puis, de plus en plus souvent, les montagnes alpines. Ces œuvres généralement très lumineuses  associent un dessin très maîtrisé à une très large palette de couleurs qui changent beaucoup selon qu'il représente l'Atlas ou les Alpes. Ces travaux de petits et moyens formats ont souvent servi de modèles pour les illustrations hors-texte des livres auxquels il a contribué, mais il avait aussi un intérêt manifeste pour l'insertion des images dans le texte et il réalisait alors des mises en pages très originales. Parfois, surtout après 1945, il produit des dessins et des mises en pages qui évoquent irrésistiblement la ligne claire de la bande dessinée. Il a traité tous les sujets qui attiraient sa curiosité : paysages montagnards, ruraux, urbains, décors industriels, portraits et costumes, scènes de rues et artisanat, et les terribles croquis de guerre.
Membre de la Société des artistes il a vendu certains de ses dessins que l'on retrouve depuis les années 1990, dans les ventes aux enchères, mais l'essentiel de sa production se trouve toujours en mains familiales.
En 2019, le Musée des civilisations de l'Europe et de la Méditerranée (Mucem) à Marseille a acquis un ensemble d’œuvres représentatives de l'activité cartographique de Théophile-Jean Delaye, ainsi que de son travail d'illustrateur, et réalisées au Maroc.

## Œuvres
Bien connu comme illustrateur de livres sur le Maroc et la montagne, Théophile-Jean Delaye a aussi très régulièrement collaboré, tant comme illustrateur que comme auteur, à de nombreuses publications périodiques parmi lesquelles il faut distinguer tout particulièrement La Revue de géographie marocaine (1932-…) et Les Cahiers Charles de Foucauld (1946-1956).
Illustrations
- Au Maroc en suivant Foucauld, J. Ladreit de Lacharrière, illustrations de Théophile-Jean Delaye, Paris : Société d'éditions géographiques, maritimes et coloniales, 1932.
- Oisans, Antoine Chollier, aquarelles et dessins de Th.-J. Delaye, Grenoble : Arthaud, 1932.
- La route des Alpes par Henri Ferrand, La route Napoléon, la route des Alpes d'hiver, par Paul Guitton, couverture de Th.-J. Delaye, Grenoble : Arthaud, 1933.
- Chartreuse, Vercors, Antoine Chollier, couverture et lavis de Th.-J. Delaye, Grenoble, Arthaud, 1934.
- Au Maroc inconnu : dans le Haut-Atlas et le Sud marocain, Jacques Felze, illustrations de Th.-J. Delaye, préface de J. Ladreit de Lacharrière, Grenoble : Arthaud, 1935.
- Sur les traces du Pacha de Tombouctou : La Pacification du Sud Marocain et du Sahara Occidental, Charbonneau, Général Jean, illustrations de Jean Théophile Delaye, Paris : Charles-Lavauzelle, 1936.
- La Suisse romande, C. F. Ramuz, couverture de Théophile-Jean Delaye, Grenoble : Arthaud, 1936.
- Ceux de l'Alpe : Types et coutumes, Antoine Chollier, dessins originaux de Th.-J. Delaye, Paris : Horizons de France, 1937.
- Villes impériales du Maroc, Henri Terrasse, illustrations de Théophile-Jean Delaye, Grenoble : Arthaud, 1937.
- Promenades à Marrakech, Marc de Mazières, illustrations de Théophile-Jean Delaye, Paris : Horizons de France, 1937.
- Kasbas berbères de l'Atlas et des oasis : les grandes architectures du Sud marocain, Henri Terrasse, dessins de Théophile-Jean Delaye, Paris : Horizons de France, 1938.
- Maroc : vingt troisième heure, Jean Charbonneau, Huré général, illustré par Théophile-Jean Delaye, Paris : Lavauzelle, 1938.
- Les Heures mauves, Jeanne Lavergne, illustrations de Théophile-Jean Delaye, Rabat : F. Moncho, 1938.
- Toute la Provence, Antoine Chollier, illustrations de Théophile-Jean Delaye, Grenoble : Arthaud, 1939.
- Sur les traces glorieuses des pacificateurs du Maroc, Colonel L. Voinot, préface du général Noguès, illustrations de Théophile-Jean Delaye, Paris : Charles-Lavauzelle, 1939.
- La Suisse romande, C.-F. Ramuz, couverture de Théophile-Jean Delaye, Grenoble : Arthaud, 1943.
- Maroc central : Cent vingt-trois photographies commentées, Jean Robichez, illustré d'un dessin de Th.-J. Delaye, Paris : Arthaud, 1946.
- Terres lointaines : le Maroc, R. Coindreau et Ch. Penz, Théophile-Jean Delaye (ill), Société d'Éditions géographiques et maritimes, 1949.
- Le Dernier Convoi d'Opium, R. Charbonneau-Bauchar, Théophile-Jean Delaye (ill), Editions S.E.S., 1950.
- La dot d'Itto : roman berbère, Pierre Belledonne, ill. et couv. de Théophile-Jean Delaye, Grenoble : Arthaud, 1950.
- Mac Gowan à l'Himalaya, Allan Aldous, ill. et couv. de Théophile-Jean Delaye, Grenoble : Arthaud, 1950.
- Le petit page, Albert Royer, illustrations et couverture de Théophile-Jean Delaye, Grenoble : Arthaud, 1951.
- Mac Gowan dans les mers du Sud, Allan Aldous, illustrations et couverture de Th.-J. Delaye, Grenoble : Arthaud, 1951.
- La pacification du Maroc : dernière étape 1931-1934, général A. Huré, préface du maréchal Juin, 4 croquis par le lt-colonel Th. Delaye, Paris : Berger-Levrault, 1952.
- Maroc [Document cartographique], Office marocain du tourisme, Théophile-Jean Delaye (ill.), Rabat : Perceval, 1954.
- En flânant dans l'oasis : une vie de légionnaire, Léon Couvert, illustrations de Th. J. Delaye, Paris : Dervy, 1955.
- Kasbas berbères de l'Atlas et des oasis : les grandes architectures du Sud marocain, Henri Terrasse, dessins de Théophile-Jean Delaye, Arles : Actes Sud ; [Rabat] : Centre Jacques-Berque, 2010

Cartographie et textes divers
- Croquis du Sahara occidental : Échelle : 1:2 000, F. de La Chapelle, Paris : Service géographique de l'armée, novembre 1930.
- Cours pratique de topographie de reconnaissance ; suivi de Quelques notions d'arpentage, Impr. du Service géographique du Maroc, 1930.
- Application actuelle de la photographie aérienne à la rédaction de la carte de reconnaissance de la Région du Dra, extrait de Hesperis, XI, 1930.
- Note au sujet de l'exécution de canevas photo-topographique de la carte de reconnaissance du Maroc. A l'aide de la photo-topographie aérienne, extrait de Revue de géographie marocaine no 1, 1934.
- Carte de la région de Fès,  In Hespéris, XIX, 1934.
- Les origines et le problème de la phototopographie aérienne, 1937.
- Cartographie marocaine : Cartes de la haute montagne marocaine in Revue de géographie Marocaine no 2, 1937.
- La Carte du massif du Toubkal au 20 000e, In Hesperis, XXV, 1938.
- Le Massif du Toubkal, avec Jean Dresch et Jacques de Lépiney, Rabat, Paris : Office chérifien du tourisme, 1938.
- Les cartes de la région de Casablanca, Casablanca : Les Impr. Réunies, 1939.
- La phototopographie aérienne appliquée à la rédaction de la carte de reconnaissance du Maroc, In : Revue des Troupes coloniales, mars 1939
- Guide alpin de la montagne marocaine : le Massif du Toubkal, avec Jean Dresch et Jacques de Lépiney, Casablanca : Impr. réunies du Petit marocain et de La Vigie marocaine, 1942.
- Carte esquisse du massif de l'Oukaïmden levée et rédigée au 20 000e, avec le capitaine Blanc, 1944.
- Croquis de guerre, Paris, Les Grandes Éditions Françaises, 1945.
- Scènes et types de l'Afrique du Nord, 1946.
- Le parc national de la haute montagne marocaine, In : Le Maroc, Vichy: Impr. Wallon, 1948.
- Comment Lyautey voulut que l'on dressât la carte d'un pays qu'il voulait créer, In: L'officier de réserve : Lyautey, Paris : Union nationale des officiers de réserve, [195?].
- La République du Tchad, Th. J. Delaye pour la rédaction et Denis Delroisse pour les photographies, Monaco : Éd. Paul Bory, 1961.
- Brazzaville : capitale de la République du Congo, Monaco : Éd. Paul Bory, 1962.
- Les Troupes du Maroc par le général d'armée Duval suivi de : Quand nos soldats se font bâtisseurs, par Th.-J. Delaye, Rabat : Impr. françaises et marocaines, s. d.